# 201935 Robertbraun
201935 Robertbraun è un asteroide della fascia principale. Scoperto nel 2004, presenta un'orbita caratterizzata da un semiasse maggiore pari a 3,052500 UA e da un'eccentricità di 0,098242, inclinata di 9,428361° rispetto all'eclittica.